# Phyllodoce erythraensis
Phyllodoce erythraensis är en ringmaskart som beskrevs av Gravier 1900. Phyllodoce erythraensis ingår i släktet Phyllodoce och familjen Phyllodocidae. Inga underarter finns listade i Catalogue of Life.